# 夷谷

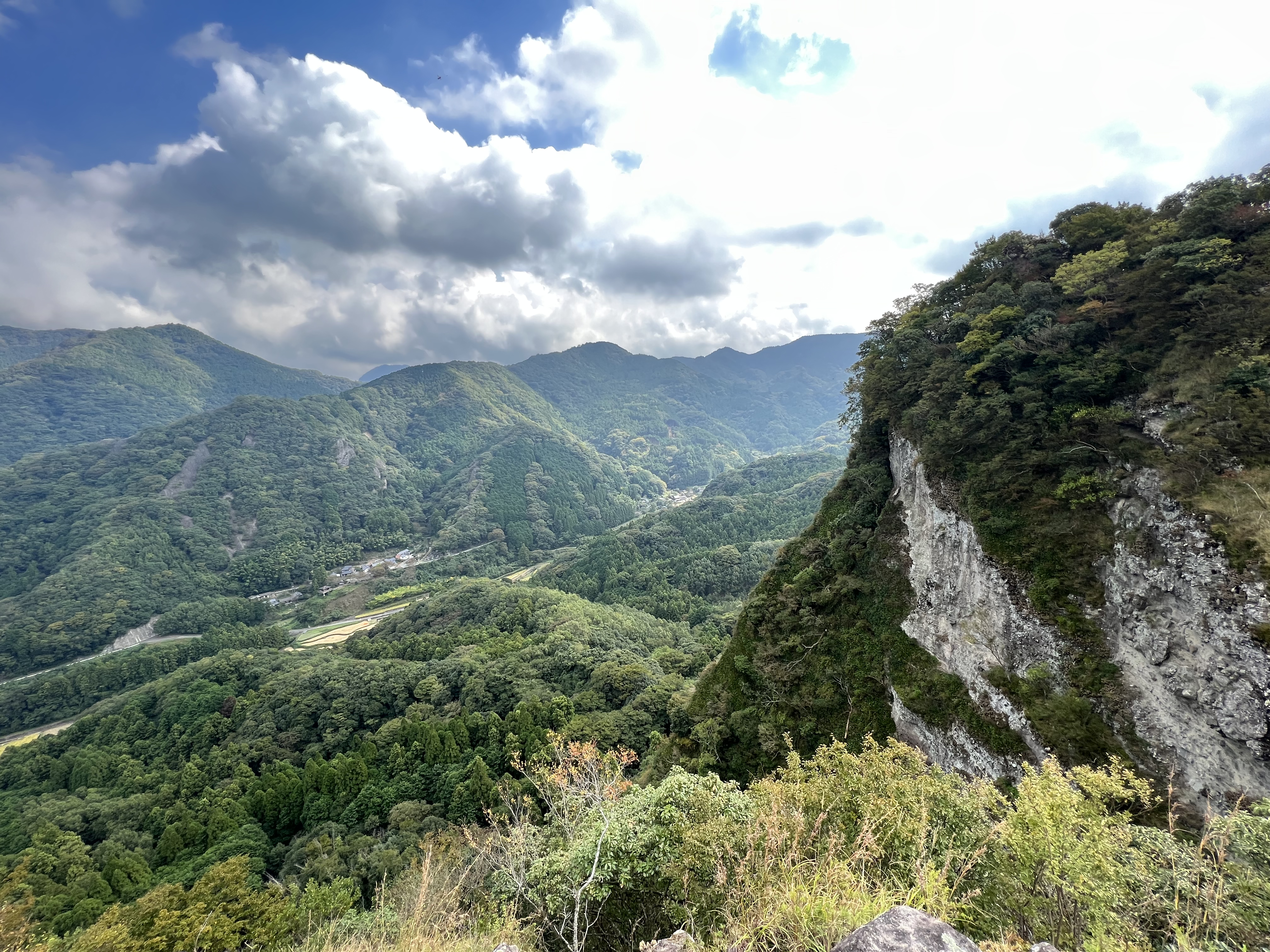
夷谷の風景（中山仙境より）

夷谷（えびすだに）は、大分県豊後高田市夷にある渓谷。
耶馬渓になぞらえて夷耶馬渓（えびすやばけい）、夷耶馬（えびすやば）ともいわれるほか、香々地夷谷（かかぢえびすだに）、夷渓（えびすけい）とも呼ばれる。
瀬戸内海国立公園内に位置し、「中山仙境（夷谷）」として国の名勝に指定されるとともに、大分百景のひとつにも選定されている。

## 名勝 中山仙境（夷谷）
旧香々地町の中心を流れる竹田川の上流に形成された渓谷で、西夷と東夷の2つの谷からなっている。2つの谷の間には奇峰が連なる山群があり、中山仙境（なかやませんきょう）と呼ばれている。
西夷には線彫板碑・梅ノ木磨崖仏が、東夷には六郷満山中山本寺の夷岩屋（霊仙寺、実相院、六所神社）の寺社境内が並び、古来、山岳仏教の霊場であった。
一路一景公園からは、中山仙境の岩峰が並び立つ様子が見え、中山仙境の頂上である高城からは東夷、西夷の岩峰から瀬戸内海までが一望できる好視点となっている。

## 夷谷温泉
豊後高田市夷谷温泉（ぶんごたかだし えびすだにおんせん）は、夷谷の麓にあるこぢんまりとした源泉掛け流しの市営温泉。茶褐色の硫酸塩泉で、神経痛、筋肉痛、関節痛などに効能がある。
1995年9月に開業。改修工事を経て、2008年4月27日にリニューアルオープンした。合併前は香々地町営で、「香々地町夷谷温泉」という名称だった。
- 所在地：大分県豊後高田市夷1851-1[6][1][8]
- 営業時間：10:00 - 22:00[6][8]
- 定休日：毎月第2、第4月曜日[8]（祝日の場合は翌日）[6]